# 伊爾夫·諾維克
伊爾夫·諾維克（Irving Novick ；/ˈnoʊvɪk/，1916年4月11日—2004年10月15日）是一位美國漫畫家，他從1939年一直工作到1990年代。

## 個人生活
Novick 於1945年與Leatrice Elias結婚。他們有兩個兒子和一個女兒。Novick 於2004年10月15日因病去世。

## 職業生涯
Novick 畢業於國家設計學院，他在Harry "A" Chesler的工作室開始了他的職業生涯。從大約1939年到1946年，Novick 為 MLJ Comics 工作，這家公司後來被稱為Archie Comics。 他成為了他們超級英雄漫畫的主要藝術家，包括盾牌（第一個愛國超級英雄）、Bob Phantom、絞刑者和Steel Sterling，直到MLJ縮減了這些漫畫的數量以更專注於他們的Archie漫畫。
他於1943年4月17日加入美國陸軍。
從1946年到1951年，Novick 在廣告領域工作，並為一些不太成功的漫畫連載如《Cynthia》和《The Scarlet Avenger》工作。 他與DC Comics的長期合作開始於他被編輯Robert Kanigher僱用，後者曾為MLJ編寫過由Novick插畫的漫畫。Novick 和 Kanigher 多年來成為朋友和同事。最初，Novick 主要是戰爭漫畫的藝術家，如《我們的戰爭》，偶爾也繪製浪漫漫畫。 Kanigher 和 Novick 在《勇敢與大膽》第1期（1955年8月）中推出了無聲騎士角色。
Novick 在1960年代離開DC去Johnstone and Cushing廣告公司工作，但他在廣告行業不滿意，最終被Kanigher以自由合約、穩定工作保證和某些特權吸引回到DC，這在當時是前所未有的。 在1968年，編輯和管理層的變化之後，Novick 開始繪製超級英雄漫畫，如《蝙蝠俠》、《超人女友露易絲蓮恩》和《閃電俠》。 Novick 和作家Frank Robbins在《蝙蝠俠》第216期（1969年11月）中揭示了蝙蝠俠的管家阿福的姓氏是Pennyworth。 Robbins 和 Novick 團隊在使蝙蝠俠回歸哥特風格方面發揮了重要作用，如在故事《多了一顆子彈》中所示。 Robbins 和 Novick 在《蝙蝠俠》第226期（1970年11月）中創造了重複出現的反派馬洛。
1970年，Novick 與Dennis O'Neil合作了幾個蝙蝠俠故事，包括一個在《偵探漫畫》第408期（1971年2月）中首次亮相的三聯畫系列。 然而，他在《蝙蝠俠》中的工作在1975年12月的第327期之後由另一位藝術家Ernie Chan接替。
Novick 將繪畫事業延續到20世紀90年代初，主要在漫畫《閃電俠》和《蝙蝠俠》中工作。

## 外部連結
- "DC Profiles #59: Irv Novick" （页面存档备份，存于） 在 Grand Comics Database
- Irv Novick （页面存档备份，存于） 在 Mike's Amazing World of Comics
- Tales from The Bible （页面存档备份，存于） 在 "Professor H's Wayback Machine"

| 前任： Chic Stone  | 蝙蝠俠畫家 1968–1976 | 繼任： José Luis García-López |
| 前任： Gil Kane    | 閃電俠畫家 1970–1979 | 繼任： Rich Buckler           |
| 前任： John Calnan | 蝙蝠俠畫家 1979–1981 | 繼任： Gene Colan             |